# انريكي أجا
انريكي أجا (بالإسبانية: Enrique Aja)‏ مواليد 23 مارس 1960، هو دراج إسباني سابق.

## روابط خارجية
- انريكي أجا على موقع أرشيف الدراجات (الإنجليزية)
- انريكي أجا على موقع إحصائيات الدراجات الإحترافية (الإنجليزية)
- انريكي أجا على موقع CycleBase (الإنجليزية)